# Toxorhina (Ceratocheilus) streptotrichia
Toxorhina (Ceratocheilus) streptotrichia is een tweevleugelige uit de familie steltmuggen (Limoniidae). De soort komt voor in het Australaziatisch gebied.